# Taochuanzhen (ort i Kina, Shaanxi, lat 34,06, long 107,55)
Taochuanzhen är en ort i Kina. Den ligger i provinsen Shaanxi, i den nordvästra delen av landet, omkring 130 kilometer väster om provinshuvudstaden Xi'an. Antalet invånare är 6 106. Befolkningen består av 2 945 kvinnor och 3 161 män. Barn under 15 år utgör 14,0 %, vuxna 15-64 år 76 %, och äldre över 65 år 8,0 %.
Runt Taochuanzhen är det glesbefolkat, med 18 invånare per kvadratkilometer. Närmaste större samhälle är Yingge, 10,4 km öster om Taochuanzhen. I omgivningarna runt Taochuanzhen växer i huvudsak blandskog.
Genomsnittlig årsnederbörd är 730 millimeter. Den regnigaste månaden är september, med i genomsnitt 159 mm nederbörd, och den torraste är december, med 2 mm nederbörd.